# Lajos Kada
Lajos Kada (Budapest, 16 de noviembre de 1924 - ibíd., 26 de noviembre de 2001) fue un jurista y sacerdote católico húngaro, doctor en Teología y en Derecho Canónico y diplomático de la Santa Sede, con dignidad de arzobispo.
Fue nuncio apostólico en España y Andorra entre 1995 y 2000, año de su jubilación.

## Biografía
Ingresó en el Servicio diplomático de la Santa Sede en 1957 y, después de un período en la Secretaría de Estado, prestó sucesivamente su labor en las representaciones pontificias de Pakistán, Escandinavia, Alemania y  Argentina. Monseñor Lajos Kada fue también secretario de la Congregación para los Sacramentos y el Culto Divino.
En 1971 fue llamado a prestar sus servicios en el Pontificio Consejo Cor Unum. En 1973 fue nombrado subsecretario del mismo consejo pontificio. El 20 de junio de 1975 fue nombrado nuncio apostólico en Costa Rica; el 15 de octubre de 1980 nuncio apostólico en El Salvador; el 22 de agosto de 1991 nuncio apostólico en Alemania y el 22 de septiembre de 1995 fue nombrado nuncio apostólico en España, cargo que ejerció hasta el 15 de febrero de 2000, fecha de su jubilación. Desde entonces residió en Hungría, donde falleció. Está enterrado en la Basílica de San Esteban de Budapest.